# Пак, Феликс Горгинович
Фе́ликс Горгинович Пак  — общественный деятель, учитель йоги и медитации, энергопрактик.

## Карьера

### Йога
Автор метода экологичной трансформации сознания Адаптивная Интегрально-Интеллектуальная Система (AIIS). Автор программы Health Сode. Автор тренировочного курса Сила&Баланс. Основатель центра (Атма Йога). Основатель онлайн-школы. Хранитель кода квантовой медитации Махаватара Бабаджи. Автор курса углубленного изучения йоги.

### Сёрфинг
Сёрфер, виндсёрфер, президент Российской федерации серфинга с 2009 по 2013 год, был председателем виндсерф-клуба «Драйв» в Санкт-Петербурге, призёр соревнований Кубка России по сёрфингу, основатель первой русской школы сёрфинга La Preciosaга, координатор соревнований Чемпионата России по виндсёрфингу, автор фестивалей «Русская волна» и «Свежий ветер».

## Статьи
- Интервью в деловом издании «Ведомости» Основатели йога-клуба Athma Yoga предлагают свою систему перезагрузки. 04 мая 2020
- Интервью «NATURI life»«Йога как система — совершенна», 25 июля 2017
- Интервью Vogue Russia «Театр на досках», 20 апреля 2012
- Интервью «Сноб.» — Феликс Пак на 2-м международном дне йоги в России
- Интервью на РБК «Покупки с Кирой Альтман», 6 июля 2015
- Интервью для портала "daYOGA"  «Сёрф Йога. Сила&Баланс», практический мастер-класс для всех уровней
- Интервью для портала "Yoga Journal"  «На волне», Специальная йога для серферов. 19 февраля 2014
- Интервью для портала «Мира клуб» Феликс Пак: «Соединил йогу и сёрфинг!», 04 августа 2015
- Интервью для портала "Yoga Journal"  «Скрытые возможности: как их реализовать», Практика. 28 сентября 2021
- Интервью с 18-й Международной Конференции йоги «Йога Журнал» «Движущая сила Эволюции Сознания — это Любовь», модератор круглого стола. 08 июня 2022
- Интервью в эфире радио Вечерний Проспект в эфире программы «Утро в большом городе» учитель йоги и автор метода Мета-медитации Феликс Пак. 28 сентября 2023
- Интервью для портала "Yoga Journal" «Энергия Жизни», 12 сентября 2023

## Видео
- Крийя йога – практика осознания Феликс Пак   6-й Международный день йоги в России от Organic People! Москва, Культурный центр ЗИЛ (27 сентября, 2020) на YouTube
- Сила и баланс, Феликс Пак   Himalaya 6-й Международный фестиваль йоги (20 июня 2020) на YouTube
- Феликс Пак. Крийя Йога   Международная онлайн йога конференция (22 октября, 2020) на YouTube
- Правильное йога-дыхание – стимулируем иммунитет   (часть 1: теория) на YouTube
- Правильное йога-дыхание – стимулируем иммунитет   (часть 2: практика) на YouTube
- Возраст и йога: можно ли заниматься? Асаны для начинающих   (3 декабря, 2020) на YouTube